# Li Tie
Li Tie (chinesisch 李鐵 / 李铁, Pinyin Lǐ Tiě, * 18. September 1977 in der Provinz Liaoning) ist ein ehemaliger chinesischer Fußballspieler und Fußballtrainer.

## Karriere

### Spieler
Der defensive Mittelfeldspieler begann seine Fußballerkarriere in China bei Liaoning Hongyun und Shenzhen Asia Travel. 2002 ging der Chinese nach Europa zum FC Everton, wo er bis 2006 spielte. Er konnte sich dort aber nie richtig durchsetzen und wechselte dann innerhalb der Premier League zum Aufsteiger Sheffield United, wo er in zwei Jahren zu keinem einzigen Einsatz kam. 2008 kehrte Li in die Heimat zurück und unterschrieb einen Vertrag bei den Chengdu Blades, die er ein Jahr danach verließ, um zu seinem Stammklub Liaoning Hongyun zurückzukehren.
Li Tie spielte bisher 91-mal im chinesischen Fußballnationalteam und erzielte fünf Treffer. Im Jahr 2012 beendete er seine Fußballkarriere.

### Trainer
Anfang 2020 wurde bekannt, dass Li neuer Trainer der chinesischen Nationalmannschaft ist. Zuvor war er dort bereits als Interimstrainer tätig. Am 3. Dezember 2021 trat er als Nationaltrainer nach mäßigen Leistungen der Mannschaft in der Qualifikation für die WM 2022 zurück und wurde durch Li Xiaopeng, wie Li Tie Spieler bei der bisher einzigen WM-Teilnahme der Chinesen 2002, ersetzt.
Li Tie wurde in China wegen Korruption angeklagt. Er gab im Januar 2024 in einer auf China Central Television ausgestrahlten Antikorruptionsdokumentation an, er habe fast 421.000 US-Dollar (etwa 400.000 Euro) an Bestechungsgeldern für den Posten als Nationalmannschaftstrainer gezahlt und als Vereinstrainer geholfen, Spiele zu manipulieren. Er erhielt im Februar 2024 eine lebenslange Freiheitsstrafe.

## Erfolge
- Teilnahme an der Fußball-WM 2002 in Japan und Südkorea (3 Einsätze/1 Gelbe Karte)